# 대호도
대호도(大湖島)는 대한민국 경상남도 통영시 사량면 양지리에 있는 섬이다. 2014년 12월 30일 특정도서로 지정됐다. 매와 괭이갈매기가 관찰되며, 주변에 소규모 암초가 여럿있는데, 대호도(대호도1) 인근의 암반으로 이루어진 작은섬들 중 일부는 대호도에 번호를 붙인 꼴로 칭한다.(대호도2~5). 이 중 대호도5에는 등대가 있다.
동쪽으로 6km 지점에 추도가 있으며, 서쪽 약 15.8km 지점은 남해도(경남 남해군) 동쪽 기슭이다. 남쪽으로 약 10km 지점에는 상노대도가 있으며, 북쪽으로 약3.5km 지점에 사량도가 위치한다.

## 특정도서
대호도는 타포니, 포켓비치, 사주, 수직절리 등 자연경관 우수하고, 해양무척추 종의 다양성과 서식처 다양성이 높아 특정도서로 지정한다.
- 지정번호 : 제212호
- 면적 : 3,572m2
- 주소 : 경남 통영시 사량면 양지리 산274, 산274-1~4, 산275